# منچوکو
منچوکو که نام رسمی آن تا پیش از سال ۱۹۳۴ میلادی دولت منچوری و پس از آن امپراتوری منچوری بزرگ بود دولت دست نشانده‌ امپراتوری ژاپن در شمال شرقی چین بود. این دولت پس از تهاجم امپراتوری ژاپن به منچوری در سال ۱۹۳۲ میلادی تاسیس و  تا پایان جنگ جهانی دوم در سال ۱۹۴۵ به حیات خود ادامه داد. این دولت دست نشانده که در ظاهر یک جمهوری بود مرکب از سه ایالت شمال شرقی چین تشکیل می‌شد که پس از حمله ژاپن به منچوری به اشغال ژاپنی‌ها درآمده بودند. نوع حکومت آن در سال ۱۹۳۴ میلادی به پادشاهی مشروطه بدل شد اما در عمل تغییرات اندکی در کارکردهای حکومت به وجود آمد. کشورهای جهان این اقدامات ژاپن را تقبیح کردند و تنها دولت‌های محدودی که عضوی از نیروهای محور بودند کشور منچوکو را به رسمیت می‌شناختند. در سال ۱۹۳۳ میلادی جامعه ملل ژاپن را به سبب اشغال خاک چین محکوم کرد. ژاپن نیز از این سازمان کناره گرفت و به توسعهٔ ارضی خود ادامه داد.
ناحیه‌ای که منچوری نام دارد به صورت تاریخی موطن مردمان منچو اما در سده ۲۰ میلادی این گروه قومی دیگر اکثریت جمعیت این ناحیه را تشکیل نمی‌دادند و مردم هان بدل به اکثریت شده بودند. دودمان چینگ که خود تباری منچو داشت و از سده ۱۷ میلادی بر تمام چین حکم می‌راند پس از انقلاب شین‌های در سال ۱۹۱۱ میلادی سرنگون شد و پویی آخرین امپراتور چین که تنها شش سال داشت مجبور شد از سلطنت کناره‌گیری کند. هنگامی که در سال ۱۹۳۱ میلادی پس از حادثه موکدن ژاپن به منچوری حمله کرد ژاپنی‌ها پو را به عنوان نائب‌السلطنه دولت دست‌نشانده خود منصوب کردند اما در عمل پو قدرت خاصی نداشت. تمام تصمیمات و حتی اداره دربار و امنیت شخصی پو با ژاپنی‌ها بود و ایشان پس از تبدیل کردن این جمهوری دست‌نشانده به پادشاهی، پو را به عنوان امپراتور منچوکو منصوب کردند. 